# لويس هـ تيفاني
لويس هاتري تيفاني (بالإنجليزية:  Lois H. Tiffany)‏ هي عالمة فطريات أمريكية، قامت بالتدريس لأكثر من 50 عامًا في جامعة ولاية آيوا (ISU) اشتهرت باسم «سيدة الفطر في أيوا». فازت بعدد من الجوائز، فهي أول حاصلة على جائزة ويستون من جمعية الفطريات الأمريكية وميدالية حاكم ولاية أيوا لتعليم العلوم. نشرت في العديد من الجوانب المختلفة للحياة الفطرية ، لكن مجال أبحاثها كان عن فطر البراري في إيوا.

## النشأة والتعليم
ولدت في 8 مارس 1924 بالقرب من مدينة كولينز للأبوين تشارلز هاتري وبلانش (براون) هاتري. التحقت هاتري بكلية ولاية أيوا (الآن جامعة ولاية آيوا) ، وحصلت على بكالوريوس العلوم في تخصص علم النبات في عام 1945م، وحصلت على درجة الماجستير في عام 1947م والدكتوراه في عام 1950م في علم الفطريات من نفس الجامعة.
في عام 1945م، تزوجت من "فريمونت هنري (هانك)" وأنجبا ثلاثة أطفال: "راي" و"ديفيد" و"جان".

## المسيرة العلمية
حصلت تيفاني على أول وظيفة تدريسية لها في عام 1950 في كلية ولاية آيوا (التي أصبحت لاحقًا جامعة ولاية آيوا)، كأستاذة مساعدة في قسم علم النبات وعلم أمراض النباتات. على الرغم من الصعوبات الأولية التي واجهتها بسبب جنسها — حيث لم ترغب الجامعة في دفع راتب لها في البداية، وعندما رفضت، تم دفع راتب منخفض لها يعادل راتب مساعد تدريس — فقد ارتقت لتصبح أستاذة كاملة في القسم في عام 1965، كما شغلت منصب رئيسة القسم لمدة ست سنوات (1990–1996). وكانت أول امرأة في كلية الآداب والعلوم في جامعة ولاية آيوا تحصل على لقب أستاذ متميز (1994). قدمت تيفاني مجموعة من الدورات التعليمية في علم الفطريات في جامعة ولاية آيوا وفي مختبر آيوا ليكسايد، وقد تم وصف دورتها العامة في علم الفطريات بأنها أفضل دورة دراسات عليا في علم الفطريات في البلاد.
نشرت أكثر من 100 ورقة علمية وعددًا من الكتب حول جوانب مختلفة من الفطريات، وخاصة الفطريات الترابية، وأمراض النباتات الفطرية، والمايكوتوكسينات، والفطر الأسود (الموريل)، والطحالب. ومن خلال مساهماتها العلمية في كل مجموعة رئيسية من مملكة الفطريات، تم الإشارة إليها بأنها "امرأة عصر النهضة" في أبحاث علم الفطريات. كانت مهتمة بشكل خاص بفطريات البراري في آيوا، وأمراضها الفطرية، وعلاقتها بالتغيرات البيئية (مثل تلك الناتجة عن الحرائق). ويعتبر العمل الذي قامت به تيفاني وطلابها على فطريات البراري فريدًا بين الدراسات البيئية. كما أجرت دراسات طويلة المدى على فطر الموريل وفطر الموريل الكاذب في آيوا، وفطريات منتزه بيغ بند الوطني، مما جعل هذا المنتزه واحدًا من المنتزهات الوطنية القليلة التي أجريت فيها أبحاث واسعة النطاق على فطرياته. وكانت أيضًا إحدى المؤلفين المشاركين في الطبعة الثانية من كتاب "الفطر والفطريات الأخرى في الولايات المتحدة الوسطى" (2008).
ساهمت تيفاني في دمج مجموعة الفطريات في الجامعة ضمن مجموعتها النباتية الحالية، حيث تبرعت بأكثر من 8000 عينة من مجموعتها الخاصة.
عملت تيفاني أيضًا على تعليم الجمهور عن الفطريات، حيث قدمت محاضرات وقادت رحلات ميدانية مع هواة صيد الفطر. بالإضافة إلى ذلك، قادت رحلات ميدانية سنوية مع نادي علم النبات في الجامعة إلى العديد من المنتزهات الوطنية والولائية. كانت هذه الجهود التوعوية هي التي جعلتها تُعرف بلقب "سيدة الفطر في آيوا"، وكان بعض الأشخاص الذين تعلموا منها من خلال هذه الفعاليات قد أصبحوا نشطين في جهود الحفاظ على السافانا في آيوا.
كانت تيفاني عضوًا في الجمعية الأمريكية لعلم أمراض النباتات وفي أكاديمية علوم آيوا، حيث شغلت منصب أول رئيسة لل IAS في الفترة من 1977 إلى 1978. كما كانت عضوًا في مجلس تحرير مجلة "مايكوباتولوجيا"، وتم تعيينها من قبل حاكم آيوا لتكون عضوًا في مجلس استشاري للمتنزهات الحكومية.
تقاعدت تيفاني رسميًا من الجامعة في عام 2002 ولكنها احتفظت بمختبر صغير هناك واستمرت في التدريس حتى عام 2005. توفيت في 6 سبتمبر 2009 في مدينة آميس بولاية آيوا.

## الجوائز والتكريم
تم تكريم تيفاني بالعديد من الجوائز خلال حياتها. كانت عضوًا في الجمعية الأمريكية لعلم الفطريات، وحصلت على جائزة وي. إتش. ويستون الأولى للتفوق في التدريس في علم الفطريات عام 1980. كما حصلت على أول ميدالية حاكم ولاية آيوا في تدريس العلوم (1982). شملت تكريماتها الأخرى جائزة عالم آيوا المتميز من أكاديمية علوم آيوا (1982)، وجائزة مجلس أمناء جامعة ولاية آيوا لأعضاء الهيئة التدريسية (1990)، وجائزة مسيرة مهنية متميزة فخرية من القسم الشمالي الأوسط للجمعية الأمريكية لعلم أمراض النباتات (2009)، بالإضافة إلى عدة جوائز للخدمات المتميزة من منظمات علمية. تم إدخالها إلى قاعة مشاهير النساء في آيوا في عام 1991.
تقديرًا لعمل تيفاني في دراسة الفطريات في آيوا، تم تسمية نوع من فطريات الترفل المتوسطي باسم "ماتيرولوميس تيفانيي" تيمناً بها. بعد وفاتها، تم وضع حجر رصف يحمل اسمها في "ساحة البطلات" عند مدخل مركز النساء والسياسة في جامعة ولاية آيوا.
في عام 2013، قامت جمعية الحفاظ على الطبيعة بتسمية قطعة أرض من الأراضي البرية التي تم الحصول عليها مؤخرًا في شمال غرب آيوا باسم "دكتور لويس تيفاني برايري" تكريماً لها. وهي قطعة أرض بمساحة 80 فدانًا في تلال الجليد في وادي ليتل سيوكس. تُحتفظ أوراق تيفاني في جامعة ولاية آيوا.